# 八栗口駅
八栗口駅（やくりぐちえき）は、香川県高松市牟礼町牟礼にある四国旅客鉄道（JR四国）高徳線の駅である。駅番号はT21。
国鉄時代は普通列車も通過するものが多かったが、高徳線高速化事業で行違い設備が新設され、様相が大きく変わった。

## 歴史
- 1961年（昭和36年）9月1日：日本国有鉄道高徳本線の駅として開業[1][2]。
- 1987年（昭和62年）4月1日：国鉄分割民営化によりJR四国の駅となる[1]。
- 1998年（平成10年）3月14日：行違い設備増設に伴い現在地に移転[3]。

## 駅構造

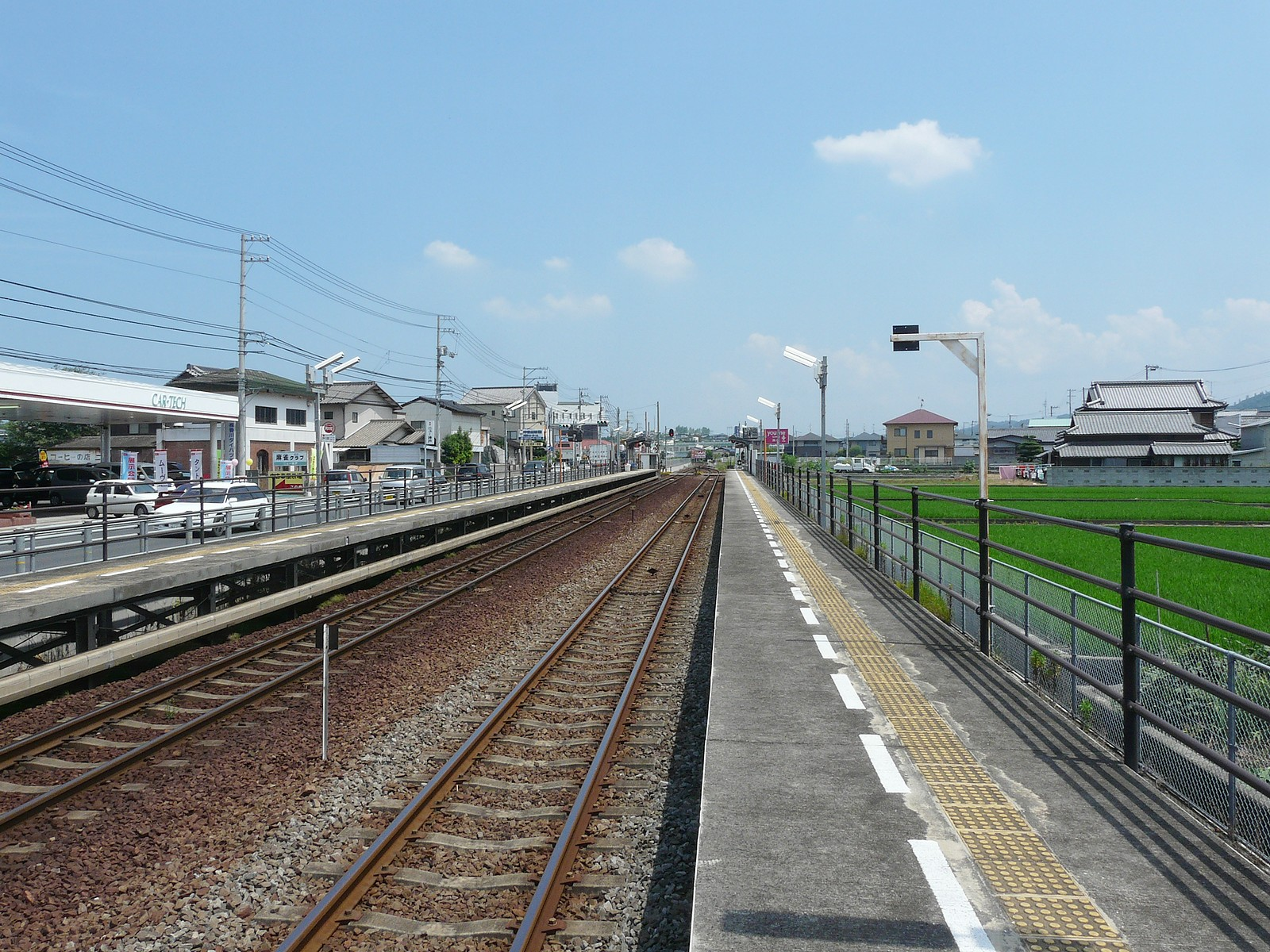
ホーム（2007年7月、古高松南方より）

1番のりばを主本線とした一線スルーで相対式ホーム2面2線を有する地上駅。かつては単式ホーム1面1線のみを持つ地上駅であったが、1998年（平成10年）に讃岐牟礼方に300メートル移動した上、行違い設備が増設された。
駅舎は無く、無人駅である。

### のりば
| のりば | 路線    | 方向 | 行先                   |
| ------ | ------- | ---- | ---------------------- |
| 1・2   | ■高徳線 | 下り | 志度・三本松・徳島方面 |
| 1・2   | ■高徳線 | 上り | 高松方面               |

## 利用状況
1日平均の乗車人員は以下の通り。
| 乗車人員推移 | 乗車人員推移 |
| 年度         | 1日平均人数  |
| ------------ | ------------ |
| 2008         | 296          |
| 2009         | 301          |
| 2010         | 309          |
| 2011         | 311          |
| 2012         | 301          |
| 2013         | 283          |
| 2014         | 282          |

## 駅周辺
- 高松市役所牟礼支所
- 高松琴平電気鉄道志度線大町駅
- 牟礼郵便局
- 香川県立高松北中学校・高等学校
- 国道11号
- 讃岐街道
- 四国霊場第八十五番札所八栗寺（駅から約2 km）

## 隣の駅
四国旅客鉄道（JR四国）
■高徳線
■普通
古高松南駅 (T22) - 八栗口駅 (T21) - 讃岐牟礼駅 (T20)